# Юндола
Вижте пояснителната страница за други значения на Юндола.
Юндола е село в Южна България. То се намира в община Велинград, област Пазарджик. Името на местността първо се среща в старобългарски текстове като „Ѫдоль“, с начална голяма носовка –, долъ. и е от прабългарски произход.

## География
Юндола се намира в планински район и е на 16 km северозападно от Велинград, по шосето за Банско и Разлог и на 20 – 30 км от Якоруда. Разположено е на 1400 m средна надморска височина между планините Рила и Родопи. Пътят от Велинград минава по поречието на река Луковица и е много живописен.
Местността Юндола е обширна седловинна поляна между планините Рила и Родопи с размери приблизително 3 km на 1 km. Вододел между река Яденица (десен приток на Марица) и река Луковица и река Абланица (леви притоци на Чепинската река).
Известен български планински курорт със ски писти оборудвани със ски-влекове през зимата. От Юндола могат да се поемат различни туристически маршрути в Рила и Родопите. Интересни обекти в околността са: резерватите „Рогачица“ и „Валявиците“ в Рила, местността Филибишка поляна, местността Черновец в Родопите, местността Куртово, природната забележителност Пашови скали и спортна база Белмекен.
През зимата снежната покривка се задържа около 80 дни, а средната януарска температура е -4°С. Средната температура през юли е 15°С.

## История

### Личности
Починали в Юндола
- Таки Николов (? – 1931), български революционер

## Религии
Жителите на селото изповядват ислям.